# Gunther Kortwich
Gunther Kortwich (* 15. September 1928 in Berlin; † 30. September 2015 ebenda) war ein deutscher Tontechniker.

## Leben und Wirken
Der Sohn des Tonmeisters, Drehbuchautors, Produzenten, Produktionsleiters und Regisseurs Werner Kortwich und einer Opernsängerin sollte ursprünglich nach dem Wunsch des Vaters Rechtsanwalt und nach dem der Mutter Tänzer werden. Stattdessen durchlief Gunther Kortwich während des Zweiten Weltkriegs eine Lehre zum Bootsbauer. Kurz vor Kriegsende 1945 vom Militärdienst in der Wehrmacht verschont geblieben, wuchs Kortwich in Hiddensee und Berlin auf. In den Notjahren unmittelbar nach Kriegsende hielt sich Kortwich mit allerlei Aushilfsjobs über Wasser: So arbeitete er auf dem Bau, trug Kohlen aus und jobbte in einer Schokoladenfabrik. Als eine Filmgesellschaft der Alliierten einen Fahrer suchte, war Gunther Kortwich zur Stelle und startete damit seine Laufbahn beim Kino.
Seine ersten praktischen Erfahrungen sammelte Kortwich bei Gero Weckers Produktionsfirma Arca, für die er zunächst (seit 1953) ebenfalls als Fahrer tätig war. Ab 1955 wirkte er für Wecker als Tonassistent bei Kassenschlagern wie den Immenhof-Filmromanzen und der Dschungelschnulze Liane, das Mädchen aus dem Urwald mit. Bei dem zur Zeit des Kalten Krieges spielenden Ost-West-Fluchtdrama Verspätung in Marienborn wurde Gunther Kortwich 1963 erstmals als Cheftontechniker eingesetzt. In den folgenden knapp vier Jahrzehnten betreute er nahezu 150 Filme in dieser Funktion und kooperierte mit grundverschiedenen Regisseuren, darunter Vertreter von „Opas Kino“ wie Franz Antel, Géza von Cziffra, Alfred Vohrer und Helmut Käutner ebenso wie Repräsentanten des Filmemacher-Kinos, darunter Rainer Werner Fassbinder, Hark Bohm, Marianne Lüdcke, Helma Sanders-Brahms, Helke Sander, Alexander Kluge, Hans Noever und Wim Wenders. Auch die filmisch nur sporadisch aktiven Künstler Loriot (Pappa ante portas), Peter Stein (Sommergäste) und Peter Zadek (Eiszeit, Die wilden Fünfziger) sicherten sich die Mitarbeit des erfahrenen Tonspezialisten. Darüber hinaus war der gebürtige Berliner auch an mehreren Fernsehserien und TV-Einzelproduktionen beteiligt. Gleich nach der Jahrtausendwende beendete Kortwich seine aktive Filmlaufbahn.
Mit „Gunther Kortwich Film-Ton-Technik“ besaß er auch eine eigene Firma, mit der Kortwich nach dem Ende seiner aktiven Zeit bis zu seinem Tode (die Jahre 2001 bis 2015) Filmproduktionen mit tontechnischer Ausrüstung versorgte. Gunther Kortwich hatte eine Tochter und eine (von seiner zweiten Gattin mit in die Ehe gebrachte) Stieftochter.

## Filmografie
als Cheftontechniker beim Kinofilm, wenn nicht anders angegeben
- 1963: Verspätung in Marienborn
- 1963: Schloß Gripsholm
- 1963: Es war mir ein Vergnügen
- 1964: Das Wirtshaus von Dartmoor
- 1964: Frühstück mit dem Tod
- 1965: Jedermannstraße 11 (Fernsehserie)
- 1965: Der Spion, der in die Hölle ging
- 1965: Förster Horn (Fernsehserie)
- 1966: Schornstein Nr. 4
- 1967–68: Till, der Junge von nebenan (Fernsehserie)
- 1968: Alles dreht sich um Michael (Fernsehserie)
- 1969: Sieben Tage Frist
- 1969: Oswalt Kolle: Deine Frau, das unbekannte Wesen
- 1970: Tommy Tulpe (Fernsehserie)
- 1970: Die Feuerzangenbowle
- 1970: Was ist denn bloß mit Willi los?
- 1970: Piggies
- 1971: Die Tote aus der Themse
- 1971: Hurra, wir sind mal wieder Junggesellen!
- 1971: Jakob von Gunten (Fernsehfilm)
- 1971: No, No, Nanette
- 1971: Willi wird das Kind schon schaukeln
- 1971: Die bitteren Tränen der Petra von Kant
- 1972: Van der Valk und das Mädchen (Fernsehfilm)
- 1972: Knast (Fernsehfilm)
- 1972: Der Ehefeind
- 1972: Pan
- 1973: Tod in Scheveningen (Fernsehfilm)
- 1973: Algebra um Acht (TV-Serie)
- 1973: Zu einem Mord gehören zwei
- 1973: Gelegenheitsarbeit einer Sklavin
- 1974: Marianne findet ihr Glück (Fernsehfilm)
- 1974: Schattenreiter (Fernsehfilm)
- 1975: Eiszeit
- 1975: Inside Out – Ein genialer Bluff
- 1975: Schatten der Engel
- 1975: Nordsee ist Mordsee
- 1976: Sommergäste
- 1976: Reifezeit (Fernsehfilm)
- 1976: Die Brüder
- 1977: Heinrich
- 1977: Tod oder Freiheit
- 1977: Die Frau gegenüber
- 1978: Schöner Gigolo, armer Gigolo
- 1978: Drei Damen vom Grill (TV-Serie)
- 1978: Die allseitig reduzierte Persönlichkeit – Redupers
- 1979: Die große Flatter
- 1979: Bildnis einer Trinkerin
- 1979: Sonne, Wein und harte Nüsse (TV-Serie)
- 1979: Groß und klein
- 1980: Fabian
- 1980: Ordnung (Fernsehfilm)
- 1980: Malou
- 1980: Der rote Strumpf
- 1980: Looping
- 1981: Nach Mitternacht
- 1981: Freak Orlando
- 1981: Kamikaze 1989
- 1982: Manni, der Libero (TV-Serie)
- 1982: Flüchtige Bekanntschaften (Fernsehfilm)
- 1982: Die wilden Fünfziger
- 1983: Hanna von acht bis acht (Fernsehfilm)
- 1983: Eine Liebe in Deutschland
- 1984: Tausend Augen
- 1984: Sigi, der Straßenfeger
- 1984: Flügel und Fesseln
- 1984: Bittere Ernte
- 1985: Levin und Gutmann (TV-Serie)
- 1985: Gefahr für die Liebe – AIDS
- 1985: Die Sache ist gelaufen
- 1985: Der Sommer des Samurai
- 1986: Miko – aus der Gosse zu den Sternen
- 1987: Harald und Eddi (TV-Sketchreihe)
- 1987: Der Madonna-Mann
- 1987: Yasemin
- 1988: Die Freundin
- 1988: Die schöne Mama
- 1989: Sieben Frauen
- 1989: Der Skipper
- 1990: Pappa ante portas
- 1991: Liebe auf den ersten Blick
- 1992: Wolffs Revier (TV-Serie)
- 1992: In weiter Ferne, so nah!
- 1993: Berlin Break (TV-Serie)
- 1995: Rache (Fernsehfilm)
- 1995: Das Geheimnis (Fernsehfilm)
- 1998: Just Married
- 1999: Benzin im Blut (TV-Serie)
- 2001: Bastard!